# Kim Herring
Kimani „Kim“ Masai Herring (* 10. September 1975 in Detroit, Michigan) ist ein ehemaliger US-amerikanischer American-Football-Spieler auf der Position des Safeties. Er spielte für die Baltimore Ravens, die St. Louis Rams und die Cincinnati Bengals in der National Football League (NFL).

## Frühe Jahre
Herring ging in Solon, Ohio auf die High School. Später ging er auf die Pennsylvania State University und spielte für das Footballteam der Universität, die Penn State Nittany Lions.

## NFL

### Baltimore Raven
Herring wurde im NFL-Draft 1997 von den Baltimore Ravens in der zweiten Runde an 58. Stelle ausgewählt. Für die Ravens  absolvierte er 54 Spiele; unter anderem gewann er mit den Ravens den Super Bowl XXXV. In der Saison 2000 gelangen ihm drei Interceptions und ein Sack.

### St. Louis Rams
Zur Saison 2001 unterschrieb er einen Vertrag bei den St. Louis Rams. Mit den Rams stand er erneut im Super Bowl, konnte sich mit dem Team jedoch nicht gegen die New England Patriots durchsetzen. Die Saison 2003 verbrachte er komplett auf der Injured Reserve List.

### Cincinnati Bengals
2004 unterschrieb er einen Vertrag bei den Cincinnati Bengals. Am 31. März 2006 wurde er entlassen und zog sich daraufhin vom aktiven Football zurück.